# فرودگاه بین‌المللی سالونیک
فرودگاه بین‌المللی سالونیک  (به انگلیسی: Thessaloniki International Airport) (به زبان بومی: Διεθνής Κρατικός Αερολιμένας Θεσσαλονίκης «Μακεδονία») یک فرودگاه غیرنظامی، نظامی مسافربری با کد یاتا SKG است که یک باند فرود آسفالت دارد و طول باند آن ۲۴۴۰ متر است. این فرودگاه در شهر سالونیک کشور یونان قرار دارد و در ارتفاع ۷ متری از سطح دریا واقع شده است.